# 브라이언 톰슨
브라이언 톰슨(Brian Thompson, 본명: 브라이언 얼 톰슨, 본명 영어: Brian Earl Thompson, 1959년 8월 28일 ~ )은 미국의 배우이다. 1984년 영화 터미네이터의 작은 역할로 경력을 시작했다. 1986년 영화 코브라에서 악당 나이트 슬래셔(Night Slasher)를 연기했다.

## 생애
엘렌스버그에서 태어나 롱뷰에서 자랐다. 센트럴 워싱턴 대학교를 다녔고 이곳에서 비즈니스 경영을 공부했으며 미식 축구를 했고 수많은 학교 작품에 등장했다.

## 참여 작품

### 영화
- 터미네이터 (영화)
- 코브라 (1986년 영화)
- 쓰리 아미고
- 후라이트 나이트 2
- 에이리언 네이션
- 3인의 탈주자
- 라이언하트 (1990년 영화)
- 문 44
- 청부 살인 (영화)
- 추락한 백만장자
- 닥터 모드리드
- 네이키드 트루
- 스타 트랙 7 - 넥서스 트랙
- 드래곤하트
- 모탈 컴뱃 2: 6일간의 전투
- 조는 못말려
- 디 오더
- 새벽의 저주 - 온 더 플레인
- 맥베스의 비극 (영화)

### 텔레비전
- 전격 Z작전
- 스타 트렉: 더 넥스트 제너레이션
- 스타 트렉: 딥 스페이스 나인
- 엑스파일
- 헤라클레스 (드라마)
- 스타 트렉: 딥 스페이스 나인
- 뱀파이어 해결사 (드라마)
- 뉴욕경찰 24시
- 뱀파이어 해결사 (드라마)
- 참드
- 버즈 오브 프레이 (드라마)
- NCIS (드라마)
- 스타 트렉: 엔터프라이즈
- 척 (드라마)
- 캘리포니케이션 (드라마)
- 하와이 파이브-0
- 오빌
- 9-1-1 (드라마)
- NCIS: 로스앤젤레스